# Трит Вилијамс
Ричард Трит Вилијамс (енгл. Richard Treat Williams; Ровејтон, 1. децембар 1951 — Дорсет, 12. јун 2023), познатији као Трит Вилијамс, био је амерички филмски, телевизијски и позоришни глумац, дечији писац и редитељ. Прво је постао познат по главној улози у филму Коса Милоша Формана 1979. године, а касније је глумио и у филмовима Принц града, Било једном у Америци, Фантом, Шта све можеш у Денверу када си мртав, Дубоко израњање и 127 сати. Од 2002. до 2006. глумио је у телевизијској серији Евервуд и био номинован за две награде Удружења глумаца. За улогу у филму Коса номинован је за Златни глобус.